# Vladarsko ime
Vladarsko ali prestolno ime je uradno ime, ki ga po prihodu na oblast uporabljajo vladarji, papeži in drugi. Vladarska imena se običajno razlikujejo od njihovih prejšnjih imen.
Vladarskemu imenu običajno sledi rimska številka, po kateri se  razlikuje od enakih imen vladarjev na isti ravni. V nekaterih primerih je vladarsko ime sestavljeno iz več imen. V takšnih primerih številka temelji  na enem od imen, na primer Karel X. Gustav Švedski. Za papeže to pravilo ne velja (na primer Janez Pavel I. in Janez Pavel II.). Če je monarh vladal v več kot enem kraljestvu, imajo vladarska imena lahko različne zaporedne številke, ker je v različnih kraljestvih lahko vladalo različno število vladarjev z enakim vladarskim imenom. Kralj  Jakob I. Angleški, na primer, je bil ista oseba kot Jakob VI. Škotski.
Zaporedna številka prvega vladarja v nizu vladarjev z enakim imenom se pogosto izpušča. Elizabeta I. Angleška je bila do prihoda Alizabete II. Angleške na britanski prestol skoraj štiristo let kasneje (1952) preprosto Elizabeta Angleška. V nasprotju z njo so car Pavel I. Ruski, kralj Umberto I. Italijanski, kralj Juan Carlos I. Španski in Haile Selassie I. Etiopski dobili zaporedno številko I. že med svojim vladanjem, medtem ko je papež Frančišek (še) ni dobil.
Po dolgoživih vladarjih ali več zaporednih vladarjih z enakim imenom se pogosto imenujejo časovna obdobja, vendar za takšno poimenovanje ni splošnih pravil. V Veliki Britanji se obdobje štirih zaporednih Jurijev (I., II., III. in IV.) iz Hanoveranske dinastije imenuje georgijansko. V nasprotju z njimi se za edvardijansko obdobje vedno šteje samo vladavina Edvarda VII. na začetku 20. stoletja, čeprav je bilo Edvardov veliko.

## Monarhije

### Starodavni vladarji
Starodavni vladarji v veliko delih sveta so pogosto privzeli  vladarska imena, ki so se razlikovala od njihovih osebnih imen. Mednje je spadalo več kraljev Asirije in Judeje. V Starem Egiptu so faraoni uporabljali več imen, najpogosteje prestolno ime (praenomen), povezano z njihovim osebnim imenom.

### Afrika

#### Etiopija
V Etiopskem cesarstvu, zlasti v času Salomonske dinastije, so mnogi cesarji privzeli prestolno ime, vendar to ni bila splošna praksa. Veliko vladarjev po prihodu na prestol obdržalo svoja rojstna imena. Jekuno Amlak, ustanovitelj Salomonske dinastije, je za svoje prestolno ime vzel očetovo ime Tasfa Ijasus, njegov sin in naslednik Jagbeu Sejon pa ime Salomon po svetopisemski osebi. Amda Sejon je privzel prestolno ime  Gebre Meskel, "suženj križa". Teuodros I.  je bil Walda Ambasa, "sin leva",  Sarue Ijasus je bil Mehreka nan, "razdeljevalec njegove [Gospodove] milosti"; itd. Tafari Makonnen, zadnji suvereni etiopski cesar, je za prestolno vzel ime Haile Selassie, ki pomeni "moč Svete trojice".

#### Nigerija
V več  sedanjih  tradicionalnih državah v Nigeriji imajo imena lokalnih vladarjev in njihovi naslovi dve zelo pomembni funkciji. Večina zveznih držav je organizirana tako, da se za dinastične  dediče štejejo vsi zakoniti potomci prvega moškega ali ženske na čelu katere koli skupnosti. To pomeni, da se njihov prestol običajno vrti med skoraj neskončno številnimi skupinami sprtih  sorodnikov, ki imajo za prvi priimek ime ustanovitelja dinastije. Družine se med seboj razlikujejo po drugem priimku.
V kraljestvu Lagos, na primer, se družina Adendži-Adele  razlikuje od družin svojih sorodnikov po priimku Adele, ki je ime vladajočega ustanovitelja dinastije 
Obe Adendžija Adeleja II. Sistem je v praksi še veliko bolj zapleten. Številčenje vladarjev z enakim imenom je bilo podobno evropskemu.
Vladarska imena v Nigeriji in velikem delu Afrike služijo tudi kot kronološki markerji, podobni na primer evropskemu "viktorijanskemu obdobju". Vladarji, zlasti poglavarji plemen na jugu, imajo v različnih obdobjih svojega vladanja pogosto različna imena.

### Azija

#### Kitajska kulturna sfera
V kitajski kulturni sferi se je bilo treba izogibati osebnim imenom monarhov, ker so jih imeli za tabu.
Od dinastije Šang so kitajske suvereni imenovali z imeni templjev (廟號, miào hào), poimenovanih po njihovih pokojnih prednikih. Imena templjev so bila sestavljena iz dveh ali treh besed, pri čemer je bila zadnja beseda bodisi zǔ (祖, praded, praoče) ali zong (宗, prednik). Od dinastije Džov dalje so kitajski monarhi po njihovi smrti pogosto dobili posmrtno ime (謚 號, šì hao). Posmrtni imenski pridevniki so bili prvotno namenjeni določanju njihovih dosežkov in moralnih vrednot ali njihovem pomanjkanju. Ker je bilo ime s pridevniki vred podeljeno šele po vladarjevi smrti, ni veljalo za vladarsko ime. Kot posledica kitajskega kulturnega in političnega vpliva so poimenovanje  templjev in posmrtna imena sprejeli tudi korejski in vietnamski monarhi, medtem ko so japonski sprejeli le posmrtna imena.
Po letu 140 pr. n. št. so kitajski monarhi od vladavine cesarja Vu Hana dalje začeli objavljati ime vladarskega obdobja (年號, nian hao), ki je bilo namenjeno prepoznavanju in številčenju vladarskih let. Pred dinastijo Ming se je pogosto dogajalo, da so kitajski monarhi med svojo vladavino razglasili več obdobij z različnimi imeni,  ali da je več vladarjev uporabilo isto ime za eno od obdobij svoje vladavine. Vladarji iz dinastij Ming in Čing so svojo vladavino pogosto šteli za eno samo obdobje. Oboji so zato na splošno bolj znani po svojih vladarskih imenih kot po imenih obdobij. Imena obdobij so sprejeli tudi korejski, vietnamski in japonski vladarji. Na Japonskem je poimenovanje vladarskih obdobij še vedno v rabi.
Vladarsko ime kitajskega vladarja (尊號; zún hao) so lahko dobili tudi njihovi posvojenci in posvojenke,  vendar  posvojitev v kitajski zgodovini ni bila pogosta.
V naslednji preglednici so primeri iz Kitajske, Japonske, Koreje in Vietnana, ki ilustrirajo razlike v vladarskih imenih v državah v kitajski kulturni sferi:
| Kraljestvo | Dinastija         | Osebno ime                                 | Vladarsko ime                                | Ime obdobja                                                   | Ime templja          | Posmrtno ime |
| ---------- | ----------------- | ------------------------------------------ | -------------------------------------------- | ------------------------------------------------------------- | -------------------- | --- |
| Kitajska   | Vzhodni Han       | Liu Da 劉炟                                | brez                                         | Džianču 建初Juanhe 元和Žanghe 章和                            | Suzong 肅宗          | Cesar Šiaožang 孝章皇帝 |
| Kitajska   | Dinastija Tang    | Li Longji 李隆基                           | Cesar Kaijuan Šengven Šenvu 開元聖文神武皇帝 | Šiantian 先天Kaijuan 開元Tianbao 天寶                         | Šuanzong 玄宗        | Cesar Židao Dasheng Daming Šiao 至道大聖大明孝皇帝 |
| Kitajska   | Dinastija Liao    | Jelu Deguang 耶律德光                      | Cesar Sisheng 嗣聖皇帝                       | Tianšian 天顯Huitong 會同Datong 大同                          | Taizong 太宗         | Cesar Šiaovu Huiven 孝武惠文皇帝 |
| Kitajska   | Dinastija Čing    | Aisin Gioro Šuanje 愛新覺羅·玄燁           | brez                                         | Kangši 康熙                                                   | Shengzu 聖祖         | Cesar Hetian Hongjun Venvu Ruiže Gongdžian Kuanju Šiaodžing Čengšin Žonghe Gongde Dačeng Ren 合天弘運文武睿哲恭儉寬裕孝敬誠信中和功德大成仁皇帝 |
| Japonska   | Dinastija Jamato  | Osahito 統仁                               | brez                                         | Kaei 嘉永Ansei 安政Man'en 万延Bunkjū 文久Gendži 元治Keio 慶応 | brez                 | Cesar Komei 孝明天皇 |
| Koreja     | Dinastija Džoseon | Ji Ju 李瑈 이유                            | brez                                         | brez                                                          | Sedžo 世祖 세조      | Kralj Hjedžang Sungčeon Čedo Jeolmun Jeongmu Džideok Junggong Seongsin Mjeongje Heumsuk Inhjo 惠莊承天體道烈文英武至德隆功聖神明睿欽肅仁孝大王 혜장승천체도열문영무지덕융공성신명예흠숙인효대왕                                                          |
| Vietnam    | Dinastija Ngujen  | Ngujen Phuk Tujen 阮福暶 Ngujen Phuk Tujen | brez                                         | Thieu Tri 紹治 Thieu Tri                                      | Hien To 憲祖 Hien To | Cesar Thieu thien Long vvn Čí zhien Thuan hieu Khoan minh Due đoan Van trị Vu cong Thanh triet Čương 紹天隆運至善純孝寬明睿斷文治武功聖哲章皇帝 Thieu thien Long Jan Čí thiệen Thuan hieu Khoan minh Due đoan Van trị Vu cong Thanh triet Čương Hoang đe |

### Evropa

#### Rimsko cesarstvo
Rimski cesarji so svojemu imenu običajno dodali naslov "Imperator Cesar Avgust" in s tem dobili svoje vladarsko ime. Cezar (latinsko caesar) je izhajal iz priimka Gaja Julija Cezarja, imperator je pomenil komandant, avgust pa velespoštovan ali veličasten. Ime je bilo vključeno na dva načina: Imperator (prvo ime, drugo ime, priimek) Cezar Avgust ali Imperator Cezar (prvo ime, drugo ime, priimek) Avgust. Imperator je pogosto postal prvo ime rimskih cesarjev, Avgust in Cezar pa njihov priimek. 

#### Ogrska
V srednjem veku sta se po izumrtju dinastije Árpád leta 1301 za ogrska kraja kronala dva kralja z različnima vladarskima imenoma. Bavarski vojvoda Oton III. je postal Béla V.. Ime je vzel po Béli IV. Ogrskem, staremu očetu po materini strani. Drugi je bil Venčeslav III. Češki, ki se je na svoji dokumentih na Ogrskem podpisoval z Ladislav V.
Kasneje v prvi polovici 14. stoletja se je Karel I. Ogrski podpisoval s "Carolus rex". Njegovo rojstno ime je bilo Caroberto, zato so ga madžarski zgodovinarji pogosto imenovali "Karel Robert Ogrski".

#### Nizozemska
Vsi moški vladarji iz dinastije Orange-Nassau so se imenovali Viljem. Sedanji nizozemski kralj je bil krščen za  Viljema-Aleksandra. Med intervjujem leta 1997 je dejal, da namerava vladati kot Viljem IV.,  vendar se je kasneje premislil. V televizijskem intervjuju tik pred inavguracijo je napovedal, da bo še naprej uporabljal ime Viljem-Aleksander, rekoč: "46 let sem preživel pod imenom Viljem-Aleksander, natančneje pod vzdevkom Aleksander, zato menim, da bi bilo čudno, če bi ga zavrgel, ko postanem kralj države". Dejal je tudi,  da se ne šteje za "zgolj številko", in dodal, da ga štetje vladarjev spominja na nizozemske predpise za označevanje goveda.

#### Poljska
Ko je poljska vladarska rodbina Piast izumrla, je bil za poljskega kralja izvoljen vojvoda Jogaila iz litovske rodbine Jagelo, ki je v čast prejšnjega poljskega kralja Vladislava I. vladal kot Vladislav II. Podobno se je zgodilo leta 1697, ko je bil za kralja izvoljen saški volilni knez  Friderik Avgust I. in vladal kot Avgust II. Njegov sin Friderik Avgust II., kronan leta 1734, je prav tako vzel ime Avgust in vladal kot  Avgust III.

#### Portugalska
Portugalski kralji so za svoje vladarsko ime uporabljali svoje prvo krstno ime. Edina vidna izjema je bil Sančo I., ki je bil rojen kot Martin Burgundski (portugalsko Martinho de Borgonha). Martin je bil mlajši sin, ki so mu namenili duhovniški poklic, zato so ga imenovali po svetem Martinu Tourskemu, ki je godoval na dan njegovega rojstva. Ko je prestolonaslednik Henrik umrl, so Martina preimenovali v Sanča. Ime je bilo pogosto tudi v drugih iberskih kraljevinah (Navara, Kastilija in Aragonija).

#### Združeno kraljestvo
Večina monarhov Združenega kraljestva je za svoje vladarsko ime  uporabila svoje prvo krstno ime, trije pa so izbrali druga imena. Prva je bila kraljica Viktorija, ki je bila krščena za Aleksandro Viktorijo, vendar je vladala kot Viktorija.
Ko je njen sin, princ Albert Edvard leta 1901 postal kralj, je proti volji svoje matere zavladal kot Edvard VII. Novi kralj je izjavil, da je ime izbral v čast svojim šestim prednikom z enakim imenom in ni želel zmanjšati ugleda svojega očeta, ki je bil med vladajočimi edini Albert. Leta 1936 je po abdikacijski krizi jorški vojvoda Albert zavladal kot Jurij VI. in ne "kralj Albert". Njegovo polno ime je bilo Albert Friderik Artur Jurij.
Ugibalo se je, da se sedanji dedič britanskega prestola, valižanski princ Karel, katerega polno ime je Karel Filip Artur Jurij, morda ne bo imenoval Karel III. Karel II. Angleški je bil namreč znan po svoji naklonjenosti do katolikov, Karel I. Angleški je bil usmrčen po državljanski vojni, naslov Karel III. pa je zase zahteval mlad jakobinski povzpetnik Karel Edvard Stuart. Prestolonaslednik bi se namesto tega lahko v čast svojega starega očeta odločil za ime Jurij VII. Princ ni uradno objavil še nobene svoje odločitve.

#### Škotska
Ko se je Ivan,  grof Carricka, leta 1306 povzpel  škotski prestol, bi bilo nepremišljeno, če bi vzel vladarsko ime Ivan II., saj je bil kralj Ivan I. Brez dežele slabo zapisan tako v Angliji kot na Škotskem. Poleg tega je kraljeva propaganda kasneje razglašala, da Ivan Balliol ni legitimen kralj Škotske, zaradi česar se je številčenje vladarjev zapletlo. Težavam so se izognili tako, da je Ivan v čast svojega očeta in pradeda za svoje vladarsko ime  vzel ime  Robert III.
Po prihodu Elizabete II. na prestol leta 1952, je njeno vladarsko ime povzročilo spore, ker kraljica Elizabeta I. nikoli ni bila kraljica Škotske. Ministrski predsednik Winston Churchill je informiral britanski parlament, da je bila po združitvi s Škotsko v rabi višja zaporedna številka vladarja. Lord MacCormick je leta 1953 Elizabeti II. odrekal pravico do tega imena na škotskem, ker bi se s tem kršila določila Listine o združitvi. Winston Churchill je na to ponovno odgovoril, da britanski suvereni uporabljajo angleško ali škotsko številko, in sicer tisto, ki je višja. Hhrati je predlagal nov sistem številčenja in za zgeld dal hipotetičnega kralja Jakoba. Ker je imela Škotska na prestolu že sedem Jakobov, Anglija pa samo dva,  bi naslednji Jakob kot kralj Združenega kraljestva vladal kot Jakob VIII. Predlog se ni obnesel, kraljica pe je obdržala vladarsko ime Elizabeta II.

## Verske ustanove

### Katoliška cerkev
Papeža po izvolitvi in njegovi privolitvi dekan kolegija kardinalov vpraša: "S katerim imenom naj vas kličemo?" Novi papež nato oznani svoje papeško ime. Najvišji kardinal dekan (ali protodekan) nato z balkona Bazilike svetega Petra oznani svetu, da je papež izvoljen, in pove, pod katerim imenom bo vladal. 
Annuntio vobis gaudium magnum:

Habemus Papam!

Eminentissimum ac Reverendissimum Dominum,

Dominum [osebno ime],

Sanctæ Romanæ Ecclesiæ Cardinalem [priimek],

qui sibi nomen imposuit [papeško ime].
Oznanjam vam veliko veselje:

imamo papeža,

najuglednejšega in najbolj spoštovanega gospoda,

gospoda [osebno ime],

kardinala Svete rimske cerkve [priimek],

ki si je podelil ime  [papeško ime].
V prvih stoletjih krščanske cerkve so duhovniki, izvoljeni za rimskega škofa, po izvolitvi obdržali svoja krstna imena. Običaj izbire novega imena se je začel leta 533 z izvolitvijo Merkurija. Novi papež se je odločil, da se bo preimenoval v Janeza II., ker se mu je zdelo ime rimskega boga za papeža nesprejemljivo. Od konca 10.  stoletja so papeži v času svojega pontifikata običajno uporabljali novo ime, posamezniki pa so vse do  16. stoletja še vedno uporabljal svoja  krstna imena.  
Zadnji papež, ki je obdržal svoje krstno ime, je bil Marcel II., izvoljen leta 1555. Njegova odločitev je bila takrat že precej izjemna. Izbira imen ni temeljila na nobenem sistemu, razen na splošnem častnem. Temeljila je na neposrednih predhodnikih, mentorjih, politični podobnosti in celo družinskih članih, kot je bil primer papeža Janeza XXIII. Raba krstnega imena kot papeškega imena ni proti cerkvenim pravilom in bodoči papeži se lahko odločijo tudi po izvolitvi  uporabljati svoja imena.
Papeževa izbira imena je pogosto signal svetu, koga bo novi papež posnemal ali kakšne politiko namerava izvajati. Papež Benedikt XVI. je med prvim splošnim prejemom na Trgu sv. Petra v Rimu 27. aprila 2005, pojasnil razloge za izbiro svojega imena. Ob tej priložnosti je rekel, da ga je izbral v spomin na papeža Benedikta XV. (1914-1922), "pogumnega preroka miru, ki je vodil cerkev skozi turbulentne čase vojne", in "svetega Benedikta Nursijskega, zavetnika Evrope, katerega življenje vzbuja krščanske korenine Evrope".
V cerkveni zgodovini ni bilo nobenega papeža Petra II., čeprav ime ni posebej prepovedano. Imena so se izogibali tudi papeži s krstnim imenom Peter, ker je tako častno ime lahko pripadalo samo svetemu Petru. Peter II. je bil eden od protipapežev, ki ga katoliška cerkev ne priznava.
Kontroverzni protipapež Janez XXIII. (1410-1415) je bil verjetno vzrok, da so se novi papeži več kot 600 let do izvolitve Angela  Giuseppeja Roncallija leta 1958 izogibal imenu Janez. Takoj po njegovi izvolitvi je prišlo do zmede glede tega, ali bo novi papež Janez XXIII. ali Janez XXIV.  Kardinal Roncalli se je takoj odločil, da bo Janez XXIII.
Leta 1978 je Albino Luciani postal prvi papež z dvema vladarskima imenoma – Janez Pavel I. Ime je izbral v čast  papežema Janezu XXIII. in Pavlu VI. Po njegovi nepričakovani smrti nekaj mesecev kasneje je njegov neposredni naslednik Karol Wojtyła  vzel ime Janez Pavel II.
Vladarska imena so imeli tudi protipapeži. Njihove zaporedne številke so bile nadaljevanje predhodnih papežev z enakimi imeni.  David Bawden, na primer, je po razglasitvi za papeža leta 1990 postal Mihael I.

### Koptska cerkev
Papeška imena, različna od njihovih krstnih imen, izbirajo tudi papeži Koptske cerkve.

### Islamski kalifati
Raba vladarskih imen (arabsko laḳab (ed.), alḳāb (mn.)) v islamskem svetu je bila do Abasidske dinastije neobičajna. Prvi abasidski kalif Abu al-Abas Abdulah ibn Mohamed, ki je strmoglavil Omajadsko dinastijo, je uporabljal ime laḳab as-Saffah (Prelivalec krvi). Ime je imelo mesijansko sporočilo, ki so ga nadaljevali tudi njegovi nasledniki. Raba vladarskih imen kalifov je trajala skozi cel Abasidski kalifat do njegovega poraza v vojni z Mameluškim sultanatom in ujetja kalifa Al-Mutavakila III. s strani osmanske vojske leta 1517.
Fatimidski kalifi so nadaljevali abasidski običaj izbiranja vladarskih imen.